# Ashley Anumba
Ashley Anumba (* 11. Juni 1999 in Rancho Cucamonga, Kalifornien) ist eine nigerianische Leichtathletin US-amerikanischer Herkunft, die sich auf den Diskuswurf spezialisiert hat und seit 2021 für Nigeria startberechtigt ist. 2024 wurde sie in Douala Afrikameisterin.

## Sportliche Laufbahn
Ashley Anumba stammt aus den Vereinigten Staaten und studierte ab 2018 an der University of Pennsylvania und später an der University of Virginia. 2019 startete sie bei den Afrikaspielen in Rabat und belegte dort mit einer Weite von 53,45 m den vierten Platz. 2023 schied sie bei den Weltmeisterschaften in Budapest mit 57,77 m in der Qualifikationsrunde aus und im Jahr darauf wurde sie bei den Afrikaspielen in Accra mit 54,88 m erneut Vierte. Im Juni siegte sie dann bei den Afrikameisterschaften in Douala mit 59,30 m und führte damit einen nigerianischen Dreifacherfolg an. Daraufhin verpasste sie bei den Olympischen Sommerspielen in Paris mit 58,83 m den Finaleinzug.
2023 wurde Anumba nigerianische Meisterin im Diskuswurf.